# Saint-Ouen-le-Pin
Saint-Ouen-le-Pin település Franciaországban, Calvados megyében. Lakosainak száma 256 fő (2022. január 1.). Saint-Ouen-le-Pin Cambremer, La Houblonnière, Manerbe, Montreuil-en-Auge, Le Pré-d’Auge és Cambremer községekkel határos.

## Népesség
A település népessége az elmúlt években az alábbi módon változott:
| Lakosok száma | 201  | 226  | 276  | 308  | 269  | 264  | 259  | 257  | 257  | 256  |
|               | 1968 | 1982 | 1990 | 2006 | 2013 | 2015 | 2017 | 2019 | 2020 | 2022 |